# جووانی پتنلا
جووانی پتنلا (ایتالیایی: Giovanni Pettenella; ۲۸ مارس ۱۹۴۳ – ۲۰ فوریهٔ ۲۰۱۰) دوچرخه‌سوار اهل ایتالیا بود.
وی در مسابقات کشوری و بین‌المللی در مجموع برندهٔ ۱ مدال طلا، ۱ مدال نقره، ۱ مدال برنز شده‌است.